# Prosphaga splendens
Prosphaga splendens är en insektsart som beskrevs av David R. Ragge 1960. Prosphaga splendens ingår i släktet Prosphaga och familjen vårtbitare. Inga underarter finns listade i Catalogue of Life.